# Novouralsk
Novouralsk (ru. Новоуральск) este un oraș din regiunea Sverdlovsk, Federația Rusă, cu o populație de 79.621 locuitori.